# Korfos (Korinthia)
Korfos (griechisch Κόρφος (m. sg.)) ist ein Küstendorf am Südostrand der Gemeinde Korinth mit 287 Einwohnern. Die Ortsgemeinschaft Korfos umfasst neben Korfos den etwa 2,5 km östlich gelegenen Ort Agios Petros (Άγιος Πέτρος) mit 20 Einwohnern, das etwa 1 km nordöstlich gelegene Ilios (Ήλιος) mit 14 Einwohnern und das in der Bucht von Korfos gegenüber gelegene Kavos (Κάβος) mit 17 Einwohnern.

## Geschichte
Ende des 19. Jahrhunderts gab es in der Gegend von Korfos große Kiefernwälder, die für die Harzgewinnung genutzt wurden. Man gründete schließlich den Hafenort Korfos um die Ernte zu verschiffen. 1912 wurde es eine Gemeinde in der Präfektur Argolis und Korinthia und ab 1949 in der Präfektur Korinthia. Mit dem Kapodistrias-Programm wurde es Teil der damaligen Gemeinde Solygia und ist seit der Verwaltungsreform 2010 eine Ortsgemeinschaft der Gemeinde Korinth.

## Sehenswertes
Etwa 3 km nordöstlich des Ortes steht die byzantinische Kreuzkuppelkirche Panagia von Stiri aus dem 11. Jahrhundert. Sie war das Katholikon eines Klosters, dessen Benennung auf den heiligen Lukas von Steiris zurückgeht, der von 918 bis 928 in der Nähe von Korinth lebte. Die Kirche verfügt noch über alten Marmorschmuck und Fresken des Hagiographen Theodoulos Kakavas aus Nafplio von 1668.
Westlich oberhalb des Ortes befinden sich die Kapelle der Agia Anna aus dem Jahre 1774 und Teile eines ehemaligen Klosters. Auch die Kapelle Agii Pandes nördlich oberhalb des Ortes war einst Teil eines Klosters. Im Ortskern befindet sich die Hauptkirche Zoodochos Pigi aus dem 20. Jahrhundert.
Etwa 2,5 km östlich auf der Halbinsel Kalamianos befinden sich die Überreste eines antiken Hafenorts aus der Bronzezeit. Er wird von den Einheimischen auch als Agamemnons Hafen bezeichnet. Etwa 1,5 km nordöstlich liegen auf dem Stiri die Ruinen einer zweiten bronzezeitlichen Siedlung. Auch in der Umgebung der beiden Siedlungen gibt es weitere Gebäude- und Mauerreste aus dieser Zeit.
Die Bucht von Selonda, etwa 3 km südlich von Korfos an der Grenze zur Argolis, soll angeblich dem griechischen U-Boot Papanikolis im Zweiten Weltkrieg als sicheres Versteck gedient haben. Heute gibt es dort Fischfarmen und eine Fischfabrik.